# Brandon Weeden
Brandon Weeden (Oklahoma City, Oklahoma, Estados Unidos, 14 de octubre de 1983) es un jugador profesional de fútbol americano de la National Football League que juega en el equipo Tennessee Titans, desde octubre de 2017 tras la lesión de Marcus Mariota en la posición de Quarterback con el número 3, aunque, no ha debutado con este equipo.

## Carrera deportiva
Brandon Weeden proviene de la Universidad Estatal de Oklahoma y fue elegido en el Draft de la NFL de 2012, en la ronda número 1 con el puesto número 22 por el equipo Cleveland Browns.
Ha jugado en los equipos Cleveland Browns , Dallas Cowboys y Houston Texans actualmente juega para Tennessee Titans.

## Estadísticas generales
| Yardas | Touchdowns | Pases completados | Ratio |
| 105    | 1          | 11/18 (61.1%)     | 95.8  |